# Ceresa insignis
Ceresa insignis är en insektsart som beskrevs av Walker. Ceresa insignis ingår i släktet Ceresa och familjen hornstritar. Inga underarter finns listade i Catalogue of Life.